# Абкур
Абкур (фр. Abbecourt) је насеље и општина у североисточној Француској у региону Пикардија, у департману Оаза која припада префектури Бове.
По подацима из 2011. године у општини је живело 781 становника, а густина насељености је износила 104,97 становника/km². Општина се простире на површини од 7,44 km². Налази се на средњој надморској висини од 116 метара (максималној 150 m, а минималној 77 m).

## Демографија
| 1962. | 1968. | 1975. | 1982. | 1990. | 1999. | 2011. |
| ----- | ----- | ----- | ----- | ----- | ----- | ----- |
| 380   | 409   | 441   | 522   | 678   | 670   | 781   |

График промене броја становника у току последњих година